# Maître de 1302

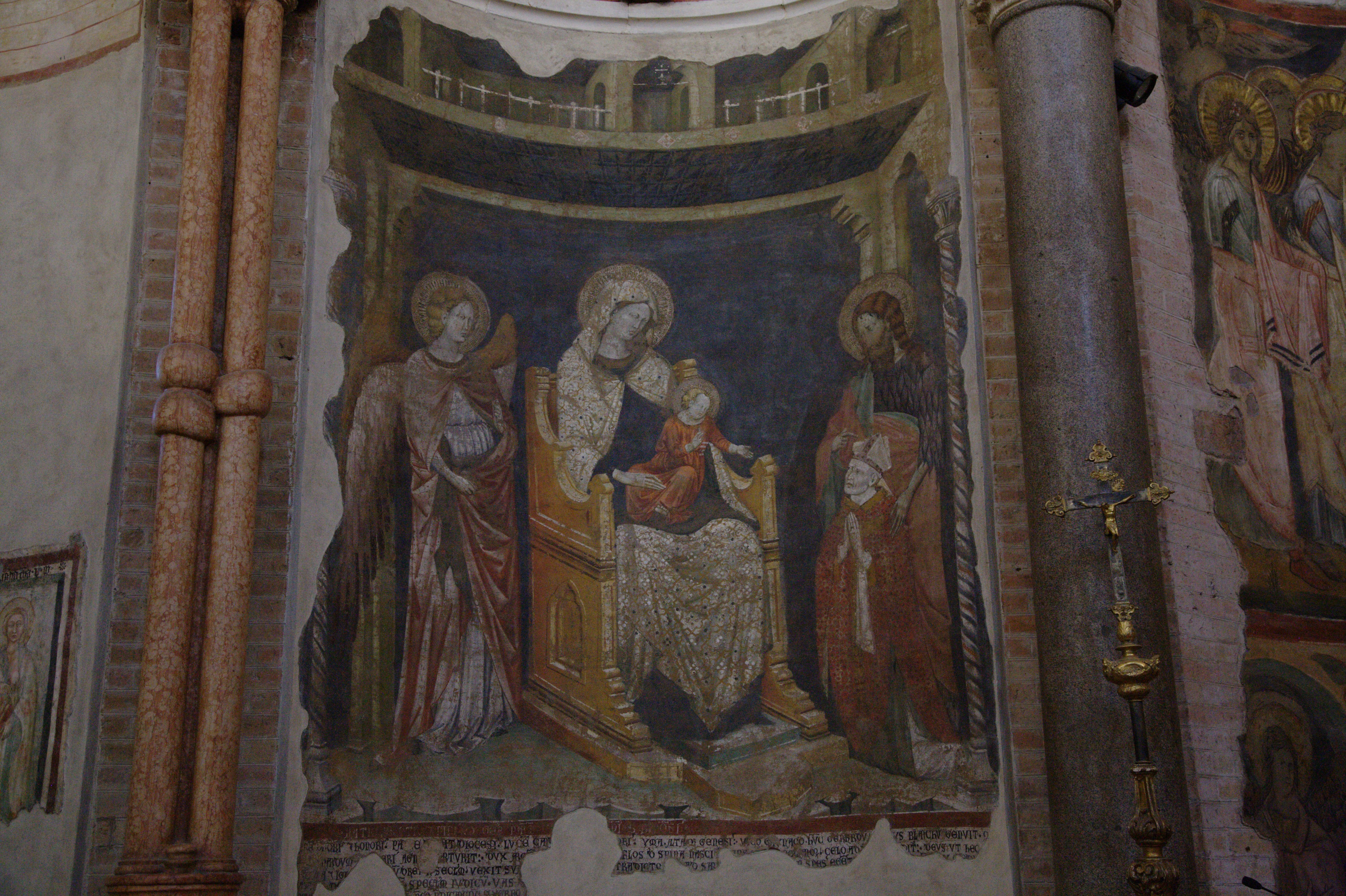
Vierge à l'enfant trônant entourée de saint Jean-Baptiste et d'un ange, avec le donateur

Le Maître de 1302 est un maître anonyme, un peintre fresquiste italien, qui a été actif dans la première moitié du Trecento (le XIVe siècle italien) en Émilie, dont le nom lui vient d'une série de fresques votives de style gothique peintes pour l'évêque Gerardo de' Bianchi, mort en 1302.

## Œuvres
- Vierge à l'enfant trônant entourée de saint Jean-Baptiste et d'un ange, avec le donateur, Baptistère de Parme,
- Storie delle sante Faustina e Liberata, Côme.
- Madonna col Bambino, pinacothèque, Crémone

## Sources
- (en) Cet article est partiellement ou en totalité issu de l’article de Wikipédia en anglais intitulé « Master of 1302 » (voir la liste des auteurs).